# 히나 라바니 카르
히나 라바니 카르(Hina Rabbani Khar, 1977년 11월 19일 ~ )는 파키스탄 제26대 외무부 장관을 지낸 파키스탄의 여성 정치가이다.

## 생애
파키스탄 물탄(Multan)에서 이름 있는 어느 봉건급 명문가의 여식으로 출생한 그녀는 2002년 파키스탄 정치 분야에 입문하였다. 이후 그녀는 젊은 여성의 신분으로 차관과 장관을 지내며 인도와의 관계 강화를 계속 추진하는 파키스탄 외교개혁파 대표 각료로 자리매김하였다.

## 같이 보기
- 파키스탄의 경제